# مخطط التأثير
مخطط التأثير ويسمى أيضا مخطط القرار أو شبكة القرار هو تمثيل تخطيطى حسابى صغير الحجم لوضع القرار.
وهو تعميم لل الشبكة البايزية، والتي يمكن من خلالها تمثيل وحل ليس فقط مشكلات الاستدلال الاحتمالية ولكن أيضا مشاكل صنع القرار (باعتبار الحد الأقصى للمنفعة المتوقعة).
وقد وضع مخطط التأثير لأول مرة في منتصف السبعينات ضمن مجتمع تحليل القرار بدلالة بديهية سهلة الفهم.
ويعتمد عليه الآن على نطاق واسع واصبح بديلا عن شجرة القرار التي تعاني عادة من النمو الأسى (المتسارع) في عدد الفروع مع كل متغير ممثل.
مخطط التأثير قابل للتطبيق بشكل مباشر في تحليل القرار مع الفريق، نظرا لأنه يتيح تبادل غير مكتمل للمعلومات بين أعضاء الفريق لكى تُمثل وتُحل بشكل واضح.
يمتد مخطط التأثير ايضاً ليستخدم في نظرية الألعاب كتمثيل بديل عن شجرة الألعاب

## الدلالات
مخطط التأثير هو مخطط موجه مع عدم وجود حلقات موجهة ذو ثلاثة أنواع (بالإضافة إلى نوع فرعي واحد) من العُقد وثلاثة أنواع من الأسهم أو الأقواس بين العُقد.
العُقد
- عقدة القرار (مناظرة لـ كل قرار سيتم) يرسم كـ مستطيل:*	عقدة الإرتياب (مناظرة لـ كل حالة عدم تأكد ستُمثَل) ترسم كـ بيضاوى::*العقدة الحتمية (مناظرة لنوع خاص من حالة عدم التأكد والذي تكون نتيجته معروفه حتمياً كلما كانت نتائج بعض حالات عدم التأكد الأخرى معروفة أيضاً) ترسم كـ بيضاوى مزدوج:*	عقدة القيمة (مناظرة لـ كل عنصر من الدالة المضافة المنفصلة Von Neumann-Morgenstern utility) تُرسم كـ مضلع ثمانى.

الأقواس أو الأسهم
- أقواس وظيفية (تنتهي في عقدة القيمة) تشير إلى أن واحدة من مكونات دالة المنفعة المضافة الغير متصلة هي دالة لكل العُقد عند ذيولها.
- أقواس شرطية (تنتهى في عقدة الإرتياب) تشير إلى أن حالة عدم التأكد في رؤوسهم محتملة شرطياً على كافة العقد عند ذيولها::* أقواس شرطية (تنتهي في العقدة الحتمية) تشير إلى أن حالة عدم التأكد في رؤوسهم مشروطة حتمياً على كافة العقد عند ذيولها.
- أقواس معلوماتية (تنتهى في عقدة القرار) تشير أن القرار في رؤوسهم يتم مع نتائج كافة العقد عند ذيولها المعروفة مسبقا

«معطى مخطط تأثير منظم بشكل صحيح»
- عقد القرار وأقواس المعلومات الواردة تذكر البدائل مجتمعة (ما يمكن القيام به عندما تكون نتائج القرارات و / أو بعض حالات عدم تأكد معينة معروفة مسبقا)
- عقد الإرتياب / الحتمية والأقواس المشروطة الواردة مجتمعة تُمثل المعلومات (ما يُعرف وعلاقاتهم الاحتمالية / القطعية)
- عقد القيمة والأقواس الوظيفية الواردة مجتمعة تحدد الأفضل (كيف أن هناك أشياء أفضل منالبعض الأخر).

البدائل والمراجع والمعلومات انما هي سمات اساسية في تحليل القرار حيث انهم يمثلون ثلاثة عناصر يحب توافرهم لأاي موقف نحتاج لاتخاذ القرار به. ومن الناحية الرسمية فأن مبدأ مخطط التأثير تعتمد علي البناء المتسلسل للعقد والأسهم (الاقواس) التي تحتوي علي كل الشروط التي لا تعتمد علي بعضها في المخطط البياني.
ان هذا التخصيص المذكور يمكننا تعريفه بالطريقة الفاصلة للشبكة البايزية (d-separation of bayesian network)
طبقا لهذا المعني فأن كل عقدة يحتمل ان تكون غير معتمدة علي العقد التي لا تليها مباشرة... وبذلك فانها تعطي النتيجة للعقد التي تسبقها.
وبطريقة مماثلة فأن سهما مفقودا بين عقدة «س» وعقدة «ص» يعني وجود مجموعة اخري من عقدة «ل» حيث ان اباء العقد «ص» التي تسبق العقدة «ص» غير معتمدة علي العقدة «س» فانها تعطي النتائج

## مثال
«لدينا مخطط تأثير بسيط يمثل موقف متخذ قرار يخطط لاجازة»
- يوجد عُقدة قرار واحدة (النشاط خلال الأجازة) وعُقدتى شك (توقعات الطقس وحالة الطقس) وعُقدة قيمة واحدة:*	يوجد 2 اقواس وظيفية (تنتهى عند الرضا) وقوس شرطى (ينتهى عند توقعات الطقس) وقوس معلوماتى (ينتهى عند النشاط خلال الأجازة)
- الأقواس الوظيفية المنتهية عند (الرضا) تشير إلى ان الرضا هي دالة منفعة في حالة الطقس وتوقعات الطقس والنشاط خلال الأجازة وبمعنى أخر، ستقيم قيمة الرضا عند معرفة الطقس وتحدد نوع النشاط خلال الأجازة مع العلم إن توقعات الطقس لم تحدد مباشرة:*	القوس الشرطى المنتهى عند توقعات الطقس يشير إلى حالة الطقس وتوقعات الطقس يعتمد كلا منها على الآخر:*	القوس المعلوماتى المنتهى عند النشاط خلال الأجازة يشير إلى انه فقط توقعات الطقس هي المعلومة وليست حالة الطقس عند إتخاذ القرار وبمعنى اخر، حالة الطقس الحقيقية ستُعرف عند حدوثه والاعتماد سيكون على التوقعات فقط.

## التطبيق في قيمة المعلومات
وضح المثال السابق قوة مخطط التأثيرفى تمثيل مفهوم مهم جدا في تحليل القرار وهو قيمة المعلومات
بالنظر في السناريوهات التالية
- الأول: من الممكن لصانع القرار ان يتخذ قرار النشاط خلال الأجازة مع معرفة حالة الطقس وهذا يوافق إضافة قوس معلوماتى اخر من حالة الطقس إلى النشاط خلال الأجازة في مخطط التأثير أعلاه.
- الثانى: ان يكون مخطط التأثير كما هو مبين أعلاه.
- الثالث: يتخذ صانع القرار قراره بدون معرفة توقعات الطقس، وهذا يوافق إزالة القوس المعلوماتى من توقعات الطقس إلى النشاط خلال الإجازة في مخطط التأثير أعلاه.

السيناريو الأول هو أفضل سيناريو ممكن لهذه الحالة في ظل عدم وجود اى شك بخصوص حالة الطقس يؤثر على القرار
السيناريو الثالث هو أسوأ سيناريو لهذه الحالة في ظل الحاجة إلى إتخاذ القرار بدون توافر اى معلومات عن توقعات الطقس
عادة ما يكون الأفضل لصانع القرار الانتقال من السيناريو الثالث إلى السيناريو الثانى من خلال اكتساب معلومات جديدة. ويكون صانع القرار على استعداد على الدفع أكثر مايمكن على معلومة تخص توقعات الطقس، برغم إنها في الواقع معلومة غير كاملة عن حالة الطقس الحقيقية
كذلك فمن الأفضل لصانع القرار ان الانتقال من السيناريو الثالث إلى السيناريو الأول حيث يكون صانع القرار على استعداد لدفع أكثر في مقابل معلومة مكتملة عن حالة الطقس
التطبيق على مخطط التأثير ومفهوم قيمة المعلومات شائع، خاصة في اتخاذ القرارات الطبية عندما يتطلب اتخاذ قرار باستخدام معلومات غير مكتملة عن المرضى أو الامراض